# 石垣栄太郎

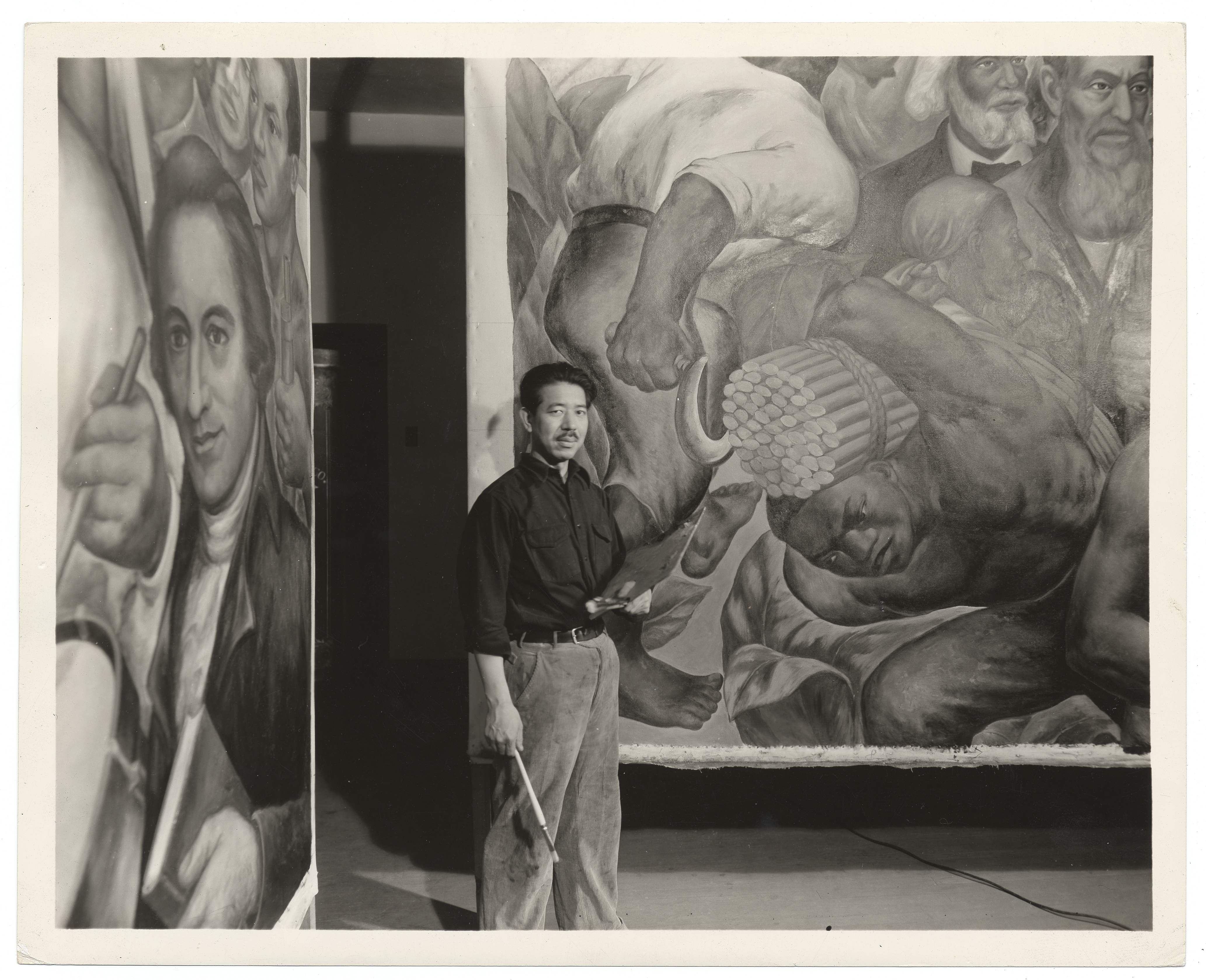
自作のデッサンを前に（1940年）

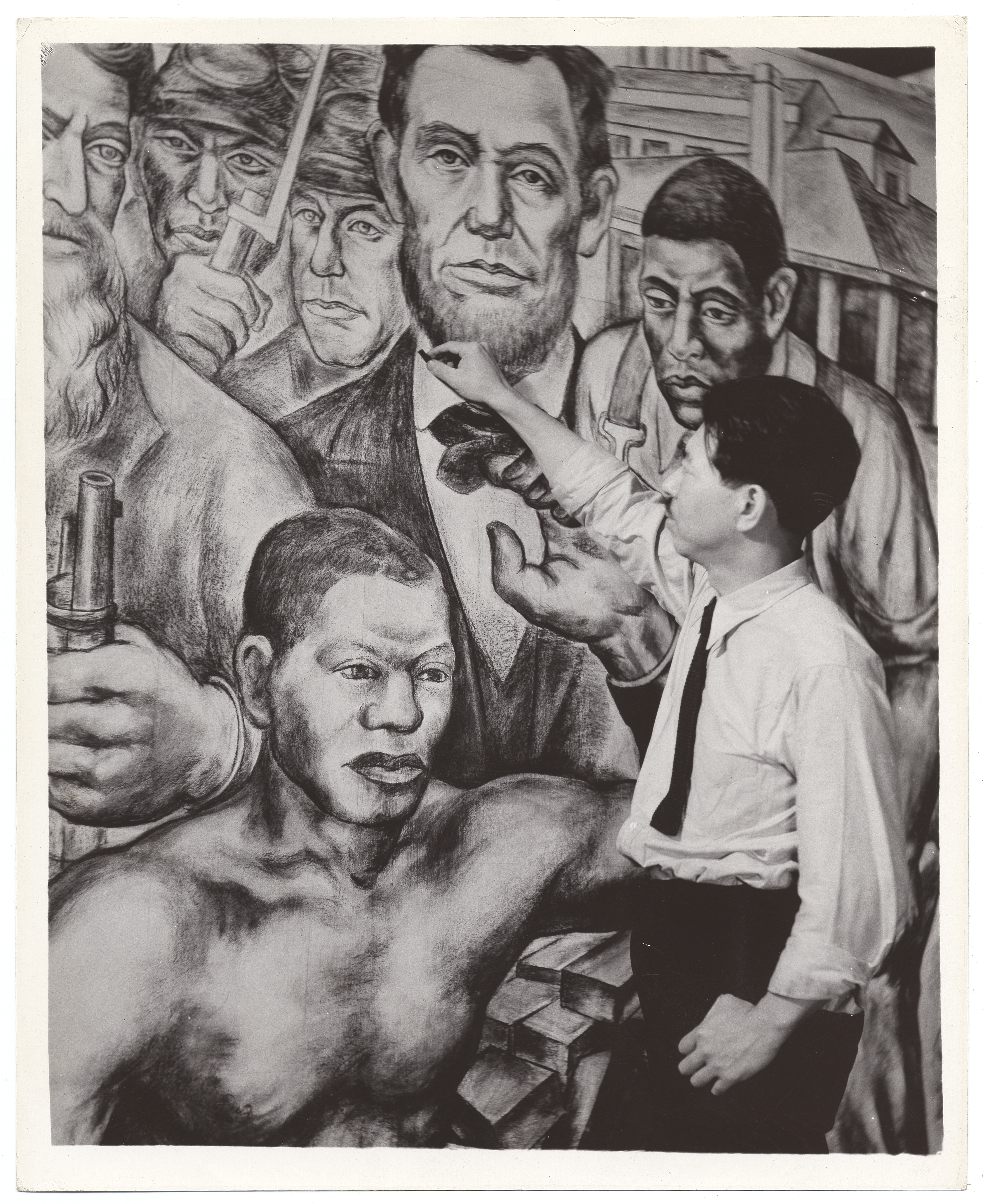
自作のデッサンを前に（1940年）

石垣 栄太郎（いしがき えいたろう、1893年12月1日 - 1958年1月23日）は、日本の洋画家。

## 経歴

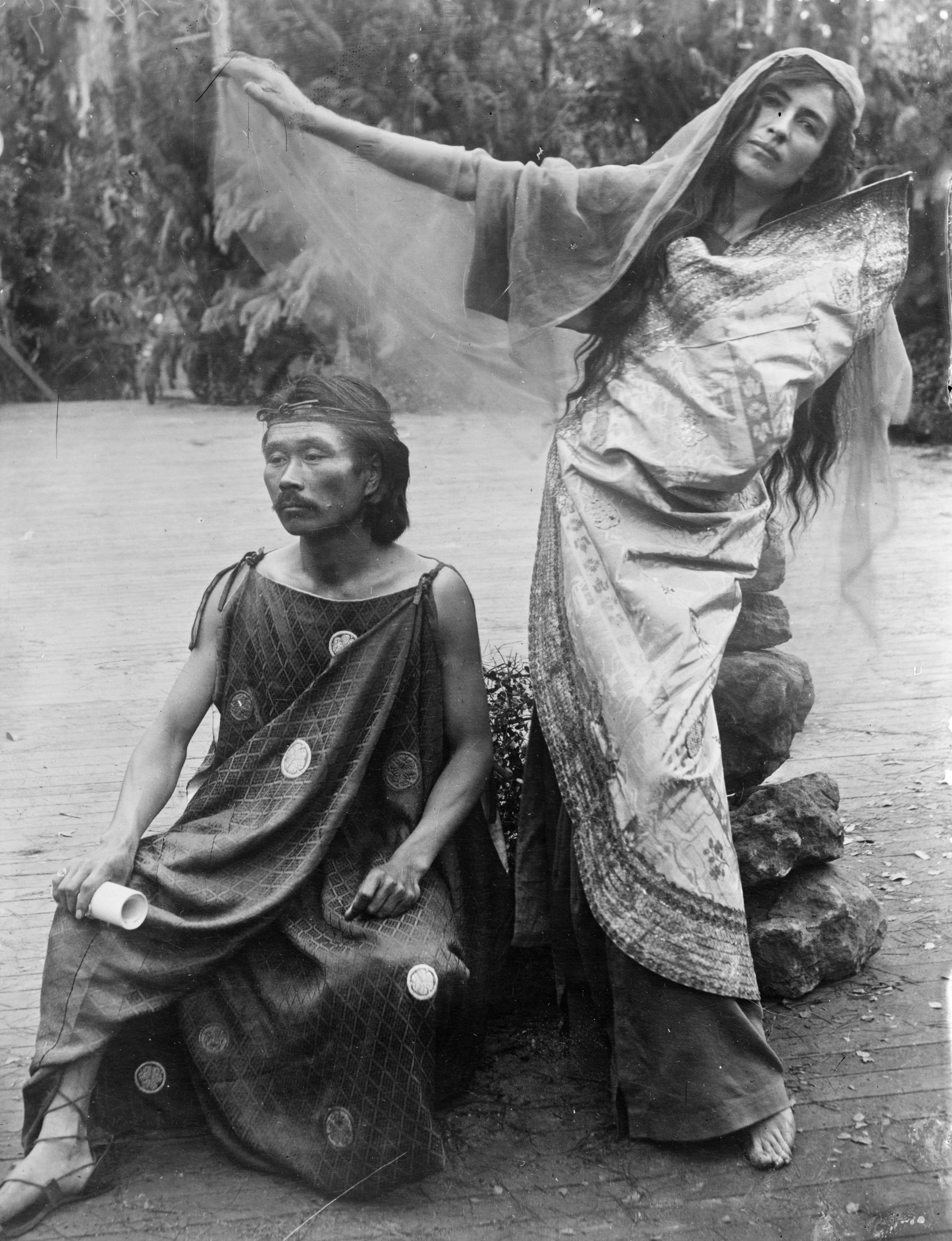
石垣と出会う前の菅野衣川・ガートルード夫妻

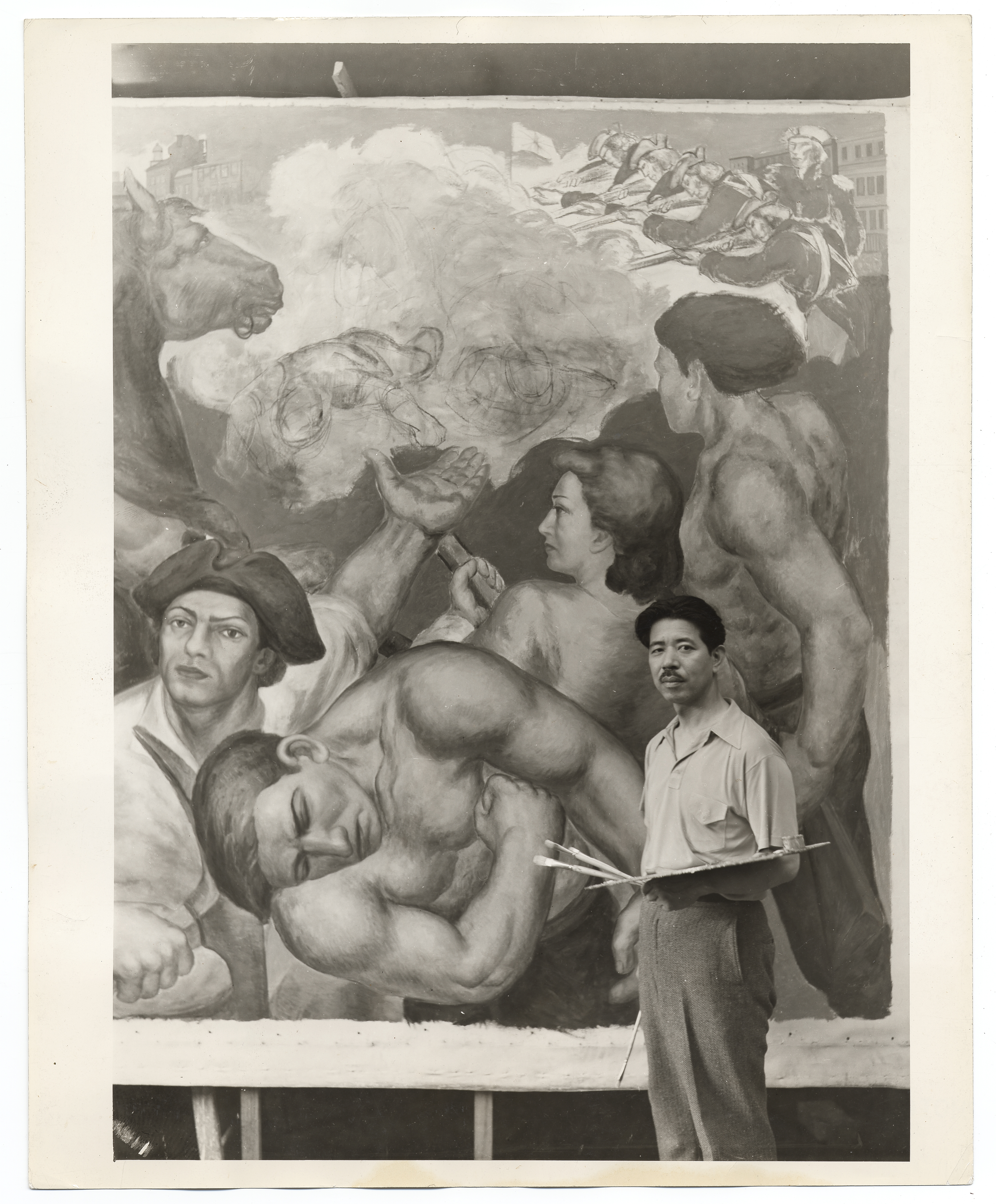
自作の前に立つ石垣

1893年、和歌山県東牟婁郡太地町で船大工を生業とする石垣政治の子として生まれた。1901年、町立太地小学校に入学し、1907年に県立新宮中学校へ進学したが、1909年には1901年にアメリカへ移民していた父の呼びかけで退学して渡米した。1910年からカリフォルニア州ベーカーズフィールドでボーイなどとして働き、また日本人キリスト教会で英語を学び、聖書や社会主義の本などにも親しんだ。
1914年から絵画をサンフランシスコ美術学校やニューヨークのアート・スチューデンツ・リーグで学び、1916年頃より絵画制作を始めたという。東洋思想に傾倒した神秘主義詩人ウォーキン・ミラー（en:Joaquin Miller）の山荘で英詩人菅野衣川の妻で彫刻家のガートルード・ボイル（en:Gertrude Boyle Kanno）と出会って三角関係となり、1915年に彼女と共にニューヨークに移る。石垣は菅野がサンフランシスコの日本人町に開いた新英和学校の生徒でもあり、菅野夫妻は15歳下の石垣を息子のように可愛がっていた。妻から石垣との関係を告白された菅野は裏切られた怒りから石垣に襲い掛かるという刃傷事件を起こし、邦人紙だけでなく現地の英字紙までが石垣とガートルードを悪者とする不倫スキャンダルとして盛んに報じた。
翌1917年から片山潜を中心とする社会主義の研究会（在米日本人社会主義者団）に加わる一方、マーガレット・サンガーやアグネス・スメドレーらとも交流を深める。
1925年の第9回独立美術家協会展に出品した『鞭打つ』が好評を博したことでアメリカの画壇にデビューし、1936年にはアメリカ美術家会議の創立準備委員となる。1927年、田中綾子と知り合って結婚。太平洋戦争開戦後は、夫婦揃って大日本帝国の軍国主義を批判し、日米民主委員会のメンバーになると同時に、戦争情報局で活動するようになった。
共産主義活動の容疑で、1951年に妻とともに日本へ送還され帰国。東京都三鷹市に在住したが、日本で本格的な活動を再開できないまま1958年1月23日に自宅で脳出血により65歳で死去。故郷の太地町には、石垣の死後に妻の綾子が私財を投じて建設した太地町立石垣記念館がある。

## 著書・回想
- 石垣綾子共著『愛についての告白　男として女として』 平和書房、1971年
- 石垣綾子『海を渡った愛の画家　石垣栄太郎の生涯』 御茶の水書房、1988年

## 作品
文化遺産オンライン(文化庁)による(小画像が掲載されている)2011年9月25日閲覧
- 女立像(東京国立近代美術館所蔵)
- 女(東京国立近代美術館所蔵)
- リンチ(1931年、東京国立近代美術館所蔵)
- 腕(1929年、東京国立近代美術館所蔵)
- 二階つきバス(1926年、東京国立近代美術館所蔵)
- 鞭打つ(1925年、京都国立近代美術館所蔵)
- 街(1925年、神奈川県立近代美術館所蔵)
- 街(1925年、和歌山県立近代美術館所蔵)
- ボーナス･マーチ(1932年、和歌山県立近代美術館所蔵)
- キューバ島の反乱(1933年、和歌山県立近代美術館所蔵)
- 女の顔(1916年、和歌山県立近代美術館所蔵)
- 自画像(1917年、和歌山県立近代美術館所蔵)
- 拳闘(1925年、和歌山県立近代美術館所蔵)
- K.K.K.(1932年、和歌山県立近代美術館所蔵)
- 裸婦(1946年、和歌山県立近代美術館所蔵)